# Saint-Aupre
Saint-Aupre – miejscowość i gmina we Francji, w regionie Owernia-Rodan-Alpy, w departamencie Isère.
Według danych na rok 1990 gminę zamieszkiwało 676 osób, a gęstość zaludnienia wynosiła 57 osób/km² (wśród 2880 gmin regionu Rodan-Alpy Saint-Aupre plasuje się na 999. miejscu pod względem liczby ludności, natomiast pod względem powierzchni na miejscu 986.).